# Гаопин (Цзиньчэн)
Гаопи́н (кит. упр. 高平, пиньинь Gāopíng) — городской уезд городского округа Цзиньчэн провинции Шаньси (КНР).

## История
В древности эти места были известны под названием «Чанпин». Когда царство Цинь завоёвывало царство Чжао, то именно здесь в 260 году до н. э. состоялась битва при Чанпине.
При империи Хань в этих местах был создан уезд Сюаньши (泫氏县). При империи Северная Вэй в 464 году он был переименован в Юаньши (元氏县).
В 529 году был образован Чанпинский округ (长平郡), которому подчинялись два уезда — Сюаньши и Гаопин (高平县). При империи Северная Ци в 556 году уезд Гаопин был переименован в Пингао (平高县), однако затем уезду было возвращено прежнее название и к нему был присоединён уезд Сюаньши.
В 1949 году был создан Специальный район Чанчжи (长治专区), и уезд вошёл в его состав. В 1958 году Специальный район Чанчжи был переименован в Специальный район Цзиньдуннань (晋东南专区), при этом уезды Гаопин и Линчуань были присоединены к уезду Цзиньчэн. В 1961 году уезд Гаопин был воссоздан.
В 1970 году Специальный район Цзиньдуннань был переименован в Округ Цзиньдуннань (晋东南地区).
В 1985 году постановлением Госсовета КНР были расформированы город Чанчжи, городской уезд Цзиньчэн и округ Цзиньдуннань, а на их территории образованы городские округа Чанчжи и Цзиньчэн; уезд вошёл в состав городского округа Цзиньчэн.
В 1993 году уезд Гаопин был преобразован в городской уезд.

## Административное деление
Городской уезд делится на 3 уличных комитета, 9 посёлков и 4 волости.